# گئورگ شولتی

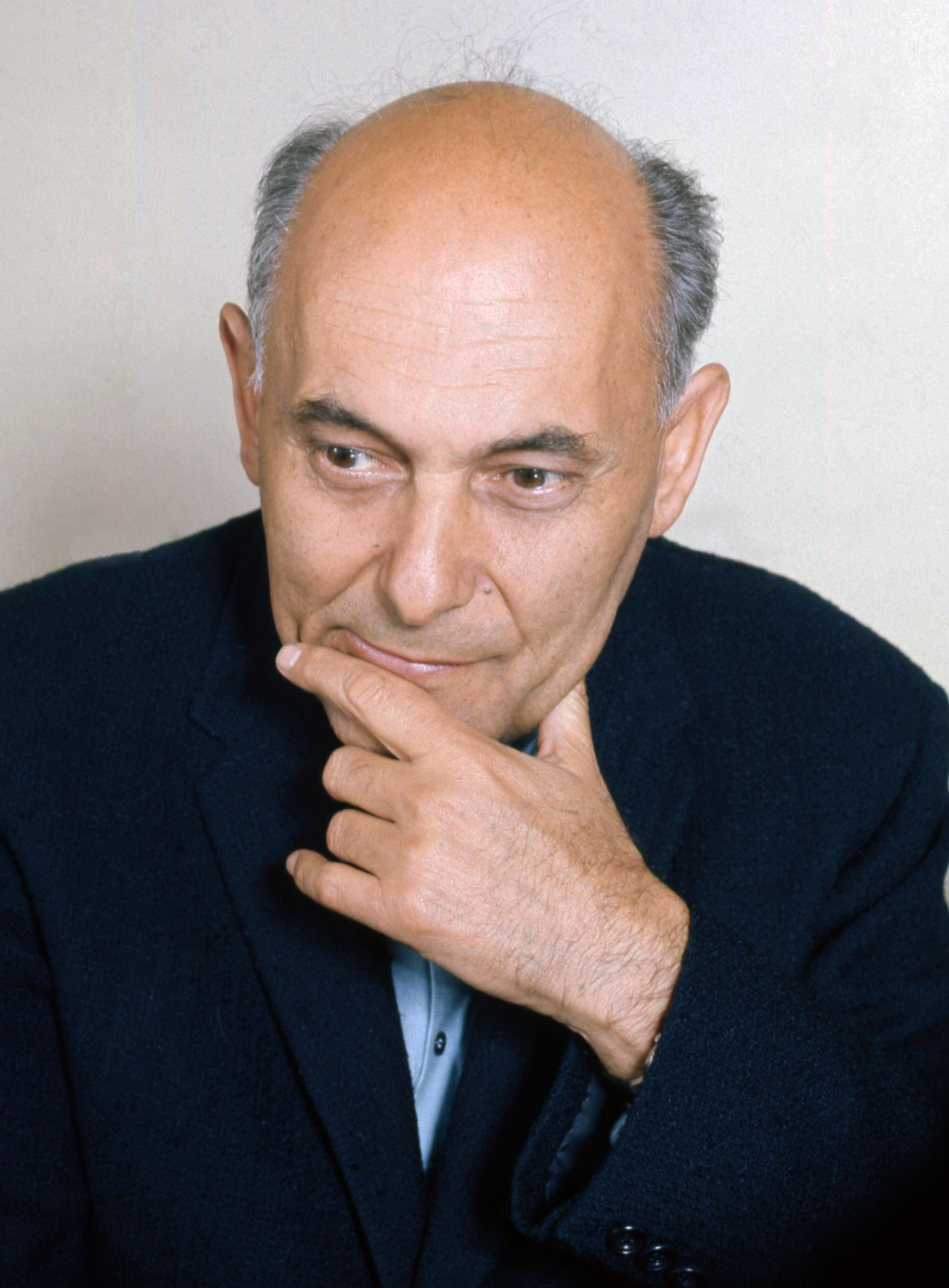
سِر گئورگ شولتی در سال ۱۹۷۵

سِر گئورگ شولتی (مجاری: Solti György؛ ‏ آلمانی: Georg Solti؛ تلفظ: ˈʃolti) با نام اصلی گیورگی اشترن (به مجاری: György Stern)‏ (زادهٔ ۲۱ اکتبر ۱۹۱۲ – درگذشتهٔ ۵ سپتامبر ۱۹۹۷) رهبر ارکستر و اپرای مجارستانی-انگلیسی یهودی‌تبار و رهبر ارکستر سمفونیک شیکاگو بود.
اکثر مراسم جایزهٔ گرَمی توسط وی برگزار شده‌است. شولتی ۳۱ بار برندهٔ جایزهٔ گرمی شد. او تا قبل از مرگش در سال ۱۹۹۷، جمعاً ۷۴ بار نامزد دریافت این جایزه شده بود.